# Metod Koch
Metod Koch, slovenski častnik, kontraadmiral, prvi poveljnik vojne mornarice Države Slovencev, Hrvatov in Srbov, * 4. september 1874, Kranj, † 25. september 1952, Trst.
Leta 1892 je v avstroogrski vojni mornarici postal kadet, 1898 poročnik fregate, ob kapitulaciji monarhije je bil kapitan korvete (po drugih virih pa kapitan fregate). Od 30. oktobra 1918 je sodeloval z mornariškimi komiteji, ki so jih formirali mornarji, pripadniki jugoslovanskih narodov; imenovan je bil za mornariškega poveljnika vojnega pristanišča Pulj. Dne 31. oktobra 1918 je kot član delegacije zagrebškega Narodnega sveta Države Slovencev, Hrvatov in Srbov podpisal dokument, s katerim je poveljnik avstroogrskega ladjevja kontraadmiral Miklós Horthy po ukazu cesarja Karla I. izročil ladjevje Narodnemu svetu. Narodni svet ga je 2. novembra 1918 imenoval za pooblaščenca glede vprašanj vojne mornarice in mu dodelil čin kontraadmirala. Koch si je nato pri antantnih zaveznikih vztrajno prizadeval za izročitev avstroogrskih vojnih ladij, ki so jih zasegli Italijani, vendar brez uspeha. V Kraljevini Srbov, Hrvatov in Slovencev je obdržal čin in bil 1919–1920 v vojnem ministrstvu načelnik oddelka za vojno mornarico ter v letih 1921−1929 dvakrat poveljnik obalnih poveljstev.